# Yannick Stopyra
Yannick Stopyra, (ur. 9 stycznia 1961 w Troyes) – francuski piłkarz, grał w reprezentacji Francji w latach 1980–1988, występując w 33 meczach i strzelając 11 goli. W 1986 roku wystąpił na Mistrzostwach Świata, zdobył wówczas 2 gole (w fazie grupowej w meczu z Węgrami oraz w 1/8 finału w meczu z Włochami). Ma polskie korzenie.